# Trupanea dubautiae
Trupanea dubautiae är en tvåvingeart som först beskrevs av William Alanson Bryan 1921.  Trupanea dubautiae ingår i släktet Trupanea och familjen borrflugor.
Artens utbredningsområde är Hawaii. Inga underarter finns listade i Catalogue of Life.